# 尊賞法親王
尊賞法親王（そんしょうほうしんのう、元禄12年11月22日（1700年1月11日） - 延享3年9月24日（1746年11月7日））は、江戸時代中期の法親王。霊元天皇の第十四皇子で、母は藤式部（今城定淳の娘）。幼名は多喜宮、諱は庶賢。初名は尊昭。正式な出家が親王宣下後であるため、入道親王とする表記もある。

## 経歴
元禄13年（1701年）、一乗院の真敬法親王の弟子になることが決まり、宝永5年（1708年）に一乗院に入室する。翌宝永6年（1709年）3月に親王宣下を受けて庶賢と名乗り、翌月出家して尊昭と称する。正徳4年（1714年）に興福寺の別当となり、元文2年（1737年）まで務めている。
享保2年（1717年）、興福寺が火災にあって金堂など主要建物の多くを失ったため、その再建に奔走した。享保19年（1734年）には名を尊賞と改めている。
延享3年9月24日に48歳で薨去。ただし、その薨去は暫く秘され、牛車宣旨を受けた後の10月10日付で死去が公表された。諡号は広荘厳院。